# گروه هیوندای دپارتمنت استور
گروه هیوندای دپارتمنت استور (انگلیسی: Hyundai Department Store Group) شرکت خرده‌فروشی کره‌ای است، که در سال ۱۹۷۱ تأسیس شد.